# David Allen Brooks
David Allen Brooks (* 9. ledna 1947 Los Angeles, Kalifornie) je americký herec.
Poprvé se objevil v televizním filmu The Merry Wives of Windsor v roce 1970, jeho další role přišly v průběhu 80. let. V letech 1981 a 1982 hrál v mýdlové opeře The Edge of Night, později hrál např. ve filmu Červený drak či seriálu Quantum Leap. V 90. letech hostoval např. v seriálech Ochránce, JAG, Melrose Place a Walker, Texas Ranger. V roce 1999 hrál archeologa Maxe Eilersona ve sci-fi seriálu Křížová výprava. Po roce 2000 se objevil např. v seriálech Pohotovost, Kriminálka Miami, Vražedná čísla a Spravedlnost.